# Estreptomicet
Streptomyces és el gènere més extens d'actinobacteri, un grup de bacteris gram positives de contingut GC generalment alt. Es troben predominantment en sòls i en la vegetació descomposta i la major part produeix espores (també denominades conidis) en els extrems de les hifes aèries. Es distingeixen per l'olor de «terra humida» que desprenen, resultat de la producció d'un metabòlit volàtil, la geosmina.
Les espècies del gènere Streptomyces es caracteritzen per posseir un metabolisme secundari (rutes metabòliques no requerides per a la supervivència) complex. Produeixen nombrosos antibiòtics d'ús clínic com estreptomicina, àcid clavulànic, neomicina, cloranfenicol, etc. El Streptomyces és rarament patògen, encara que pot produir infeccions en humans, tals com micetoma per S. somaliensis i S. sudanensis. En les plantes, S. caviscabies i S. scabies ocasionen crostes.